# ليندا إينبالو
ليندا ماري إينبالو، (20 سبتمبر 1890 - 4 يونيو 1967، ولدت باسم ليندا ماري كوبلوس، حتى عام 1935 تغير اسمها لإينبوند) سياسية استونية. وكانت عضوا في الجمعية الوطنية التأسيسية (1937) وعضوا في الغرفة الثانية للمجلس الوطني (1938) وكانت أول امرأة تتقلد هذه المناصب. كانت ناشطة في مجال حقوق المرأة. كانت متزوجة من السياسي كاريل إينبالو، الذي كان رئيسا للوزراء في 1938-39.